# تل کردستان ۳
تل کردستان ۳ مربوط به دوره عیلامیان است و در شهرستان بهبهان، بخش مرکزی، دهستان حومه، شرق روستای کردستان کوچک واقع شده و این اثر در تاریخ ۱ مرداد ۱۳۸۶ با شمارهٔ ثبت ۱۹۲۴۸ به‌عنوان یکی از آثار ملی ایران به ثبت رسیده است.